# Power Rangers : Force Cyclone
 (mars 2024).
La mise en forme du texte ne suit pas les recommandations de Wikipédia : il faut le « wikifier ».
Les points d'amélioration suivants sont les cas les plus fréquents. Le détail des points à revoir est peut-être précisé sur la page de discussion.
- Les titres sont pré-formatés par le logiciel. Ils ne sont ni en capitales, ni en gras.
- Le texte ne doit pas être écrit en capitales (les noms de famille non plus), ni en gras, ni en italique, ni en « petit »…
- Le gras n'est utilisé que pour surligner le titre de l'article dans l'introduction, une seule fois.
- L'italique est rarement utilisé : mots en langue étrangère, titres d'œuvres, noms de bateaux, etc.
- Les citations ne sont pas en italique mais en corps de texte normal. Elles sont entourées par des guillemets français : « et ».
- Les listes à puces sont à éviter, des paragraphes rédigés étant largement préférés. Les tableaux sont à réserver à la présentation de données structurées (résultats, etc.).
- Les appels de note de bas de page (petits chiffres en exposant, introduits par l'outil «  Source ») sont à placer entre la fin de phrase et le point final[comme ça].
- Les liens internes (vers d'autres articles de Wikipédia) sont à choisir avec parcimonie. Créez des liens vers des articles approfondissant le sujet. Les termes génériques sans rapport avec le sujet sont à éviter, ainsi que les répétitions de liens vers un même terme.
- Les liens externes sont à placer uniquement dans une section « Liens externes », à la fin de l'article. Ces liens sont à choisir avec parcimonie suivant les règles définies. Si un lien sert de source à l'article, son insertion dans le texte est à faire par les notes de bas de page.
- La présentation des références doit suivre les conventions bibliographiques. Il est recommandé d'utiliser les modèles {{Ouvrage}}, {{Chapitre}}, {{Article}}, {{Lien web}} et/ou {{Bibliographie}}. Le mode d'édition visuel peut mettre en forme automatiquement les références.
- Insérer une infobox (cadre d'informations à droite) n'est pas obligatoire pour parachever la mise en page.

Pour une aide détaillée, merci de consulter Aide:Wikification.
Si vous pensez que ces points ont été résolus, vous pouvez retirer ce bandeau et améliorer la mise en forme d'un autre article.
Chronologie
Force animale  Dino Tonnerre
Power Rangers : Force Cyclone (Power Rangers : Ninja Storm) est la onzième saison de la série télévisée américaine Power Rangers, adaptée du sentai japonais Ninpu Sentai Hurricanger et diffusée en 2003 aux États-Unis.
En France, elle a été diffusée sur TF1 dans TF! Jeunesse du 7 janvier au 29 décembre 2004.

## Synopsis
Shane, Tori et Dustin sont trois étudiants de l'école des Ninjas. Leur manque d'entraînement et de sérieux oblige souvent le Sensei à leur faire la morale. Un jour, l'école est attaquée par Lothor, un maître ninja banni qui revient sur Terre pour prendre sa revanche et capturer tous les élèves Ninjas. Shane, Tori et Dustin sont les trois seuls étudiants qui ont pu s'en sortir. Avec le Sensei et son fils Cam, ils partent se cacher dans le quartier général. Là-bas, les trois élèves reçoivent des Morphers leur permettant de se transformer en Rangers Cyclone et de protéger Blue Bay Harbor des attaques de Lothor.
Lorsque Lothor démontre qu'il est capable de faire grandir ses propres monstres, les Rangers font appel aux Zords Ninja, qui peuvent se combiner pour former le Megazord Cyclone et détruire les monstres avec un arsenal de Sphères d'énergie. Lothor fait monter les enchères en envoyant ses nouveaux alliés combattre les Rangers : les Rangers Tonnerre, possédant leurs propres Zords Tonnerre. Dans leur mission de vengeance, les Rangers Tonnerre ont enlevé le Sensei, le croyant responsable de la mort de leurs parents, mais ceux-ci leur apparaissent et leur racontent la vérité : c'est Lothor le responsable. Les Rangers Tonnerre se joignent alors aux Rangers Cyclone dans leur combat contre Lothor, ajoutant à l'arsenal leurs Zords Tonnerre qui peuvent s'assembler avec les Zords Ninja pour former le Megazord Super Cyclone.
Lorsque les Rangers perdent leurs pouvoirs, Cam utilise le Parchemin du temps pour voyager dans le passé pour récupérer l'Amulette du Samouraï, un objet dans la famille en possession de sa mère. Cam retourne ensuite dans le présent et utilise l'amulette pour devenir le Ranger vert, équipé du Megazord Samouraï. Un autre parchemin perdu aidera Cam plus tard à retrouver la Guitare du Mammouth, qui permet de faire appel au Puissant Zord Mammouth.
Lothor essaie d'ouvrir l'Abysse du Diable et de relâcher le mal sur le monde entier. Lors de la bataille finale, il vole le Morpher Samouraï lui permettant d'absorber tous les pouvoirs des Rangers, mais il est vaincu par les pouvoirs Ninjas des Rangers et il est envoyé au fond de l'abysse. Les Rangers, dépourvus de pouvoirs, reprennent le cours d'une vie normale, libérés de la menace de Lothor et de son armée.

## Distribution

### Ninja Rangers
| Acteurs                                  | Rôles                    | Rangers                 | Armes                                                        | Pouvoirs            | Véhicules                                 | Armures             | Zords                                      |
| ---------------------------------------- | ------------------------ | ----------------------- | ------------------------------------------------------------ | ------------------- | ----------------------------------------- | ------------------- | ------------------------------------------ |
| Pua Magasiva (VF : Yannick Debain)       | Shane Clarke             | Ranger du Vent rouge    | Morpher Ninja, Épée Ninja, Faucon de Feu                     | Pouvoir de l'Air    | Deltaplane, Moto Ninja rouge              | Combattant Suprême  | Zord Faucon                                |
| Sally Martin (VF : Christelle Lang)      | Tori Hanson              | Ranger du Vent bleu     | Morpher Ninja, Épée Ninja, Tempête Sonique                   | Pouvoir de l'Eau    | Deltaplane, Moto Ninja bleue              |                     | Zord Dauphin                               |
| Glenn McMillan (VF : Franck Tordjman)    | Waldo « Dustin » Brooks  | Ranger du Vent jaune    | Morpher Ninja, Épée Ninja, Massue du Lion                    | Pouvoir de la Terre | Deltaplane, Moto Ninja jaune              |                     | Zord Lion                                  |
| Adam Tuominen (VF : Martial Le Minoux)   | Hunter Bradley           | Ranger Tonnerre pourpre | Morpher Tonnerre, Lance Foudroyante, Blaster pourpre         | Pouvoir Tonnerre    | Moto Ninja pourpre, Moto Planeur Tonnerre |                     | Zord Insecte                               |
| Jorgito Vargas Jr (VF : Fabrice Trojani) | Blake Bradley            | Ranger Tonnerre marine  | Morpher Tonnerre, Lance Foudroyante, Antennes marines, Lance | Pouvoir Tonnerre    | Moto Ninja marine                         |                     | Zord Scarabée                              |
| Jason Chan (VF : Denis Laustriat)        | Cameron « Cam » Watanabe | Ranger Samouraï vert    | Morpher Cyclone, Sabre Samouraï, Guitare du Mammouth         |                     | Dragon Volant                             | Mode Super Samouraï | Hélicoptère Samouraï Étoile, Zord Mammouth |

### Amis

#### Académie Secrète des Ninjas
- Sensei Kanoï Watanabe (Grant McFarland) : Kanoï Watanabe était autrefois un étudiant de l'air à l'Académie des Ninjas du Vent, et il a finalement gravi les échelons pour devenir le Sensei de l'Académie des Ninjas du Vent. Il rencontre un ancien étudiant samouraï nommé Miko et les deux tombent amoureux, se marient et ont un fils nommé Cameron Watanabe, qui devient le Ranger Samouraï vert. Lorsque son frère jumeau, Kiya Watanabe, également connu sous le nom de Lothor, revient sur Terre pour capturer ses étudiants, Kanoï est transformé et reste coincé sous la forme d'un cochon d'Inde. Il recrute alors les trois étudiants survivants de l'Académie du Vent pour devenir les Rangers du Vent. Il devient temporairement le Ranger du Vent rouge et le Ranger du Vent jaune après avoir échangé de corps avec Shane Clarke et Dustin Brooks respectivement. Pendant le siège de la Base Secrète par Lothor, il retrouve sa forme humaine et reprend son rôle de Sensei de l'Académie des Ninjas du Vent après que ses étudiants ont été secourus par les Rangers Tonnerre et que Lothor a été banni dans les profondeurs de l'Abysse du Diable.
- Élèves : L'École secrète des Ninjas entraîne de nombreux élèves dont Shane, Tori et Dustin. Lorsque Lothor attaque et fait disparaître l'Ecole, il capture également les élèves et les retient prisonniers sur son Vaisseau. Les élèves sont libérés par Hunter, Blake et Cam. Ils rejoignent ainsi les Ninja Rangers dans leur combat ultime contre les monstres de l'Abysse du Diable.
- Senseï Omino (Albert Heimuli) : Le Sensei Omino est le directeur de l'Académie des Ninjas du Tonnerre qui a élevé Hunter Bradley et Blake Bradley après que leurs parents aient été tués par Lothor. Lorsque Lothor attaque l'Académie des Ninjas du Tonnerre, il donne à Blake et Hunter les Morphers Tonnerre avant d'être capturé. Il est plus tard sauvé par les Rangers Tonnerre et propose à Hunter Bradley un poste d'enseignant à l'Académie des Ninjas du Tonnerre.
- L'Ancien Sensei (James Gaylyn) : L'Ancien Sensei était le Sensei de l'Académie des Ninjas du Vent lorsque Kiya, Kanoï et Miko étaient étudiants à l'Académie des Ninjas du Vent. Après que Kiya a été surpris en train de tenter de voler l'Amulette Samouraï de Miko et a essayé de tuer Cam Watanabe, l'Ancien Sensei lui retire son nom et l'exile dans les profondeurs de l'espace.
- Miko Watanabe (roseanne Liang) : Miko Watanabe est membre d'une famille de samouraïs qui s'inscrit à l'Académie des Ninjas du Vent pour enrichir ses compétences. Elle rencontre Kanoï Watanabe et les deux finissent par tomber amoureux, se marier et avoir un fils nommé Cam Watanabe. Elle contracte une maladie lorsque Cam est encore jeune enfant et supplie Kanoï de ne pas entraîner Cam dans les voies du ninja, craignant qu'il ne soit constamment en danger. Lorsque Cam voyage dans le passé pour obtenir l'Amulette Samouraï, il est révélé qu'elle en était la gardienne jusqu'à ce que l'Amulette Samouraï choisisse Cam pour en être le gardien après une altercation avec Kiya, qui se révèle plus tard être devenu Lothor.
- Cyber Cam (Jason Chan) : Cyber Cam est une réplique cybernétique de Cameron Watanabe créée par lui-même afin de prendre le commandement de la Base Secrète pendant qu'il était sur le champ de bataille. Il devient rebelle lorsqu'il est créé pour la première fois et se fait passer pour le véritable Cam jusqu'à ce que Cam parvienne à le reprogrammer pour qu'il se consacre à ses fonctions à la Base Secrète. Contrairement au véritable Cam Watanabe, Cyber Cam est adepte des sports extrêmes et est capable de faire du skateboard, du motocross et du surf.
- Leanne Omino (Angéla Bloomfield) : Leanne Omino est la fille de Sensei Omino, le directeur de l'Académie des Ninjas du Tonnerre qui était absent lors de l'attaque de Lothor. Elle enseigne plus tard à Blake Bradley, le Ranger Tonnerre marine, comment utiliser la Lance.

#### Storm Chargers
Le Storm Chargers est un magasin de sports extrêmes détenu et exploité par Kelly Halloway. C'est également le lieu de travail de Dustin Brooks et le lieu de rencontre local des Rangers du Vent.
- Kelly Halloway (Megan Nicol) : Kelly Halloway est la propriétaire et la gérante de Storm Chargers, un magasin de sports extrêmes situé à Blue Bay Harbor. Elle est également la patronne et la sponsor de Dustin Brooks, le Ranger du Vent jaune, et plus tard, elle parraine Blake Bradley et Hunter Bradley lorsqu'ils emménagent à Blue Bay Harbor.

#### Blue Bay Harbor
- Docteur Belrab (John Leigh) : Le docteur Belrab est un botaniste vivant à Blue Bay Harbor et un ami du Sensei Kanoï Watanabe. Cam Watanabe rend visite à sa serre afin d'obtenir des informations sur les graines que le monstre Florabundacus plantait autour de Blue Bay Harbor. Sa serre est prise en charge par Florabundacus pour faire pousser sa plante géante.
- Roger Hannah (Darren Young) : Roger Hannah est un grand champion de motocross. Depuis, il a monté sa propre écurie, d'une très grande renommée. Il se rend à Blue Bay Harbor dans l'espoir de signer Hunter et Blake au sein de son écurie. Mais, ceux-ci refusent afin de rester auprès des Rangers pour combattre Lothor. Finalement, lorsque la bataille contre Lothor s'achève, Blake passe des essais avec Roger Hannah qui sont concluants.
- Charlie (Jacob Rutene) : Charlie est un jeune garçon que Hunter Bradley se porte volontaire pour fréquenter et aider à faire face après avoir perdu son père. Il achète également la Commande Extra-terrestre de Lothor après que Marah et Kapri l'ont vendu en ligne.
- Jake Brooks (Alistair Browning) : Jake Brooks est le père de Dustin Brooks, le Ranger du Vent jaune, qui rend visite à son fils à son travail chez Storm Chargers. Jake Brooks s'intéresse également au motocross.
- Dwayne Wheeler (Shady Guy) : Dwayne Wheeler est un mécanicien, qui a une boutique en ville. Après une course, il propose à Dustin de lui changer son pot d'échappement contre un nouvelle génération. Mais, lorsque Dustin se rend à son garage, il ne trouve que des ruines et pense s'être fait arnaqué. En fait, ce n'était qu'un simple malentendu. Dwayne lui ramène sa moto quelques jours plus tard, en bon état et plus performante.
- Perry (Ian Hughes) : Perry est un génie mécanique avec lequel Hunter Bradley, le Ranger Tonnerre pourpre, et Blake Bradley, le Ranger Tonnerre marine, se lient d'amitié après qu'il a réparé sa moto en un temps record. Il est également le développeur de la technologie de motocross qui l'a accidentellement transformé en Motodrone et le créateur de la Moto Planeur. Plus tard, il est libéré de l'influence de Motodrone, mais ses restes sont utilisés par Lothor pour reconstruire Motodrone et l'ajouter à son armée maléfique.
- Stu Starmaker (John Palino) : Stu Starmaker est le présentateur de la célèbre émission de télévision, "Totalement Talentueux".
- Porter Clarke (Robbie Magasiva) : Porter Clarke est le frère aîné de Shane Clarke, le Ranger du Vent rouge, qui le rencontre pour le réprimander de gaspiller sa vie en faisant du skateboard. Cependant, il change d'avis après l'avoir vu se transformer en Ranger du Vent rouge.
- Tally, Eric McKnight et Kyle (Michelle O’Brien, James Napier et Peter Wilson Jr.) : Tally, Eric et Kyle sont trois adolescents de Blue Bay Harbor qui aident Cam et Hunter à combattre les Kelzaks lors des Jeux d'Action US. Le trio s'inscrit plus tard à l'Académie des Ninjas du Vent après la défaite de Lothor par les Rangers du Vent. Il est ensuite révélé qu'Eric est le frère jumeau de Conner McKnight, le Ranger Dino Tonnerre rouge, qui a échoué une semaine après son inscription à l'Académie des Ninjas du Vent.

#### Karma
- Skyla (Jaime Passier-Armstrong) : Skyla est une Karmanienne, une puissante espèce extraterrestre qui transmet son énergie vitale lorsqu'elle est sur le point de mourir. Elle rencontre Shane Clarke lorsqu'il était enfant et décide de retourner sur Terre et de prendre une forme humaine pour lui transmettre son pouvoir. Cependant, le chasseur de primes Vexacus la suit sur Terre dans le but de s'emparer de son pouvoir, mais Shane parvient à l'en empêcher. Skyla réussit à transmettre son énergie vitale à Shane, lui donnant l'armure du Combattant Suprême.

#### Cave des Esprits
- Anciennes Âmes Ninjas : Afin de protéger la Cave, les Anciennes Âmes Ninjas apparaissent dans la Forêt voisine pour empêcher les intrus de s'y aventurer. Les Rangers Tonnerre sont confrontés aux Anciennes Âmes lorsqu'ils cherchent à se rendre à la Cave. Ils sont aidés par les Rangers du Vent, afin de repousser les attaques des Anciennes Âmes.
- Monsieur et Madame Bradley † ( Charles Pierard et Kim Michalis) : Monsieur et Madame Bradley étaient les parents adoptifs de Blake et Hunter, qui étaient des ninjas formés à l'Académie des Ninjas du Tonnerre. Ils ont été tués par Lothor à un moment inconnu, et leurs esprits révèlent cela à leurs fils lorsqu'ils se rendent à la Cave des Esprits.

#### Forêt
- Grand-mère Bradley : La grand-mère adoptive de Blake et Hunter vit dans un chalet au fin fond de la forêt. Elle envoie une lettre à ses petits-fils pour leur proposer de venir lui rendre visite, car elle est très malade. Elle est attaquée par Marah, Kapri et Gobelin, dont ce dernier la transforme en timbre. Blake et Hunter sont également transformés à leur arrivée. Après la destruction du monstre, Blake, Hunter et leur grand-mère adoptive sont libérés des timbres.

#### Dimension parallèle
- Lothor (Dimension parallèle) (Grant McFarland) : Le bon alter ego de Lothor est le maire de Blue Bay Harbor dans la dimension parallèle. Bien qu'il ait peur des Power Rangers maléfiques, il se bat ensuite contre le Ranger Samouraï vert et réussit à les empêcher de causer la destruction à Blue Bay Harbor.
- Marah (Dimension parallèle) (Katrina Devine) : Le bon alter ego de Marah est une hippie avec sa sœur Kapri dans la dimension parallèle. Elle aide Tori Hanson, la Ranger du Vent bleu, lorsqu'elle est piégée dans la dimension parallèle en organisant une rencontre avec le maire Lothor. Elle fait également partie de la petite armée formée par le maire Lothor pour arrêter les Power Rangers maléfiques qui harcèlent Blue Bay Harbor, et elle se bat contre Blake Bradley, le Ranger Tonnerre marine.
- Kapri (Dimension parallèle) (Katrina Browne) : Le bon alter ego de Kapri est une hippie avec sa sœur Marah dans la dimension parallèle. Elle aide Tori Hanson, le Ranger du Vent bleu, lorsqu'elle est piégée dans la dimension parallèle en organisant une rencontre avec le maire Lothor. Elle fait également partie de la petite armée formée par le maire Lothor pour arrêter les Power Rangers maléfiques qui harcèlent Blue Bay Harbor, et elle se bat contre Blake Bradley, le Ranger Tonnerre marine.
- Zurgane (Dimension parallèle) (Peter Rowley) : Le bon alter ego de Zurgane est un employé de magasin chez Storm Chargers dans la dimension parallèle. Il fait également partie de la petite armée formée par le maire Lothor pour arrêter les Power Rangers maléfiques qui harcèlent Blue Bay Harbor, et il est l'arbitre du match de bras de fer entre Choobo et Dustin Brooks, le Ranger du Vent jaune.
- Choobo (Dimension parallèle) (Bruce Hopkins) : Le bon alter ego de Choobo est le supérieur de Zurgane chez Storm Chargers dans la dimension parallèle. Il fait également partie de la petite armée formée par le maire Lothor pour arrêter les Power Rangers maléfiques qui harcèlent Blue Bay Harbor, et il remporte un match de bras de fer contre Dustin Brooks, le Ranger du Vent jaune.
- Motodrone (Dimension parallèle) (Craig Parker) : Le bon alter ego de Motodrone est le secrétaire personnel du maire Lothor dans la dimension parallèle. Il fait également partie de la petite armée formée par le maire Lothor pour arrêter les Power Rangers maléfiques qui harcèlent Blue Bay Harbor, et il se bat contre Hunter Bradley, le Ranger Tonnerre pourpre.
- Shimazu (Dimension parallèle) (Jeremy Birchall) : Le pendant bienveillant de Shimazu dans la dimension parallèle, appelé Goldust, fait partie de la petite armée formée par le maire Lothor pour arrêter les Power Rangers maléfiques qui harcèlent Blue Bay Harbor. Goldust se bat contre Blake Bradley, le Ranger Tonnerre marine, accompagné de Marah et Kapri.
- Vexacus (Dimension parallèle) (Michael Hurst) : Le pendant bienveillant de Vexacus dans la dimension parallèle, appelé Goldust, fait partie de la petite armée formée par le maire Lothor pour arrêter les Power Rangers maléfiques qui harcèlent Blue Bay Harbor. Goldust se bat contre Shane Clarke, le Ranger du Vent rouge.

### Ennemis

#### Vaisseau spatial
Le vaisseau de Lothor est un vaisseau spatial utilisé par Lothor et son armée comme base d'opérations. Le vaisseau de Lothor est détruit lorsque Lothor le programme pour s'autodétruire afin de nourrir l'Abysse du Diable.
- Lothor / Kiya Watanabe (Grant McFarland) : Lothor est un seigneur de guerre ninja de l'espace maléfique qui était autrefois connu sous le nom de Kiya Watanabe, un étudiant de l'Académie des Ninjas du Vent inscrit aux techniques des ninjas de la terre et le frère de Kanoï Watanabe, le futur sensei de l'Académie des Ninjas du Vent. Il tente de voler l'Amulette Samouraï à Miko, mais est banni de la Terre, où il constitue une armée de ninjas maléfiques de l'espace, revenant sur Terre pour capturer et détruire chaque Académie des ninjas. Lothor révèle finalement ses véritables ambitions et objectifs, en ayant l'intention de faire détruire ses ninjas maléfiques de l'espace par les Rangers du Vent, les Rangers Tonnerre et le Rangers Samouraï vert afin de nourrir l'Abysse du Diable et récupérer son armée au grand complet. Il réussit à accomplir cela et obtient également avec succès l'Amulette Samouraï pour dépouiller les Rangers du Vent, les Rangers Tonnerre et le Ranger Samouraï vert de leurs pouvoirs. Malgré la taille de son armée ravivée et de ses pouvoirs, Lothor est banni dans les profondeurs les plus basses de l'Abysse du Diable par les Rangers du Vent.
- Général Zurgane (Peter Rowley) : Zurgane est le bras droit de Lothor et celui responsable du recrutement des ninjas de l'espace maléfiques et de leur envoi pour attaquer la Terre. Zurgane est assez doué en technologie, capable de créer des robots appelés Zurganezords. Après l'échec de son Hyper Zurganezord pour détruire les Rangers du Vent, les Rangers Tonnerre et le Ranger Samouraï vert, Vexacus décide qu'il devrait devenir le bras droit de Lothor et le détruit afin de monter en grade dans l'armée de Lothor. Zurgane est plus tard ramené à la vie lorsque l'Abysse du Diable est ouverte, mais il est renvoyé là-bas par les Rangers du Vent.
- Choobo (Bruce Hopkins) : Choobo est un lieutenant maladroit dans l'armée de Lothor chargé de capturer les étudiants de l'Académie des ninjas en les emprisonnant dans des boules d'énergie. Après avoir réussi à capturer les Rangers Tonnerre et à les manipuler pour les rendre méchants, Choobo est promu au rang de général. Il les envoie, ainsi que les Rangers du Vent, sur une île déserte où il envoie son monstre Super Toxipod s'occuper d'eux. Après avoir échoué, Choobo est banni par Lothor et décide de détruire lui-même les Rangers du Vent et les Rangers Tonnerre, en volant un Parchemin du Super Pouvoir pour atteindre cet objectif. Une fois devenu géant, il est détruit par le Megazord Super Cyclone nouvellement formé. Cependant, il est sauvé in extremis par Lothor et réduit à une petite taille, puis donné à Marah comme animal de compagnie. Il est accidentellement ramené à sa taille normale par la Télécommande de Lothor et reprend son rôle au sein de l'armée de Lothor. Lors de la bataille finale de Lothor contre les Rangers du Vent, il est envoyé dans l'Abysse du Diable avec le reste de l'armée de Lothor.
- Kapri (Katrina Browne) : Kapri est la nièce de Lothor et la sœur de Marah, envoyée à Lothor par ses parents pour l'aider à capturer et détruire toutes les académies de ninjas sur Terre. Kapri est une combattante et une ninja capable, capable de créer des boucliers et de grandir jusqu'à une taille gigantesque pour combattre ses ennemis. Après l'arrivée du chasseur de primes Vexacus parmi les ninjas de l'espace maléfiques et sa destruction des généraux de Lothor, Kapri révèle qu'elle est en réalité intelligente, créant et pilotant le Kaprizord pour combattre aux côtés de Marah, Shimazu, les Rangers du Vent, les Rangers Tonnerre et le Ranger Samouraï vert. Pendant la tentative de Lothor d'ouvrir l'Abysse du Mal, Kapri est laissée pour morte sur le vaisseau de Lothor, mais elle est sauvée par son cousin, Cam Watanabe, le Ranger Samouraï vert, et s'inscrit à l'Académie des Ninjas du Vent aux côtés de sa sœur, Marah.
- Marah (Katrina Devine) : Marah est la nièce de Lothor et la sœur de Kapri, envoyée à Lothor par ses parents pour l'aider à capturer et détruire toutes les académies de ninjas sur Terre. Malgré sa maladresse et sa naïveté, Marah est une combattante et une ninja capable, capable de créer des boucliers et d'envelopper ses adversaires dans un fouet d'énergie invoqué à partir de ses lunettes. Pour prouver sa méchanceté et sa capacité, Marah fait semblant de se rebeller contre les ninjas de l'espace maléfiques et trompe Dustin Brooks, le Ranger du Vent jaune, en le chargeant d'alimenter un appareil pour donner de l'énergie à son amie Beevil. Après l'arrivée du chasseur de primes Vexacus parmi les ninjas de l'espace maléfiques et sa destruction des généraux de Lothor, (Zurgane et Motodrone), Marah révèle qu'elle faisait semblant d'être maladroite et stupide et qu'elle était en réalité intelligente, créant et pilotant le Marahzord pour combattre aux côtés de Kapri, Shimazu, les Rangers du Vent, les Rangers Tonnerre et le Ranger Samouraï vert. Pendant la tentative de Lothor d'ouvrir l'Abysse du Diable, Marah est laissée pour morte sur le vaisseau de Lothor, mais elle est sauvée par son cousin, Cam Watanabe, le Ranger Samouraï vert, et s'inscrit à l'Académie des Ninjas du Vent aux côtés de sa sœur, Kapri. Elle se réconciliera avec Dustin.
- Motodrone (Craig Parker) : Motodrone est un guerrier cyborg semblable à un scorpion qui était à l'origine l'alter ego maléfique d'un mécanicien nommé Perry, qui désirait créer une moto invincible. Après avoir été détruit par le Moto Planeur Tonnerre et séparé de Perry, Motodrone est reconstruit par Zurgane et Choobo et reçoit la force vitale d'un Kelzak, devenant ainsi un général dans l'armée de Lothor. Motodrone se voit ensuite confier la tâche d'espionner Vexacus après qu'il a détruit Zurgane et réussit à obtenir des informations. Cependant, il est détruit par Vexacus avant de pouvoir présenter son rapport à Lothor. Motodrone est plus tard ramené à la vie lorsque l'Abysse du Diable est ouverte, mais il est renvoyé là-bas par les Rangers du Vent.
- Vexacus (Michael Hurst) : Vexacus est un chasseur de primes semblable à un requin qui vient sur Terre pour traquer la Kamarienne, Skyla, où il est révélé qu'il est l'ennemi juré de Lothor. Après l'échec de son plan pour récupérer la Kamarienne et la destruction de son vaisseau, Vexacus rejoint l'armée de Lothor et commence lentement à éliminer son armée de l'intérieur. Il le fait en détruisant Zurgane pour prendre sa place en tant que bras droit de Lothor et en détruisant Motodrone avant qu'il ne soumette un rapport sur les intentions traîtresses de Vexacus. Vexacus s'allie avec Marah et Kapri pour obtenir le Parchemin du Super Pouvoir et grandir en taille. Une fois géant, il affronte le Megazord Cyclone et le Megazord Tonnerre avant d'être détruit par la destruction du Megazord Tonnerre. Vexacus est plus tard ramené à la vie lorsque l'Abysse du Diable est ouverte, mais il est renvoyé là-bas par les Rangers du Vent.
- Shimazu (Jeremy Birchall) : Shimazu est un guerrier de style kabuki qui était initialement une statue d'un seigneur de guerre maléfique ramenée à la vie grâce à la force vitale résiduelle de Motodrone. Il envoie ses Wolfblades attaquer les Rangers du Vent, les Rangers Tonnerre et le Ranger Samouraï vert, et lorsqu'ils échouent, il reste en tant que général dans l'armée de Lothor. Il s'associe brièvement à Vexacus pour déstabiliser Zurgane et obtenir un rang plus élevé dans l'armée de Lothor. Pour éviter d'être détruit par Vexacus, il s'allie à Marah et Kapri et pilote l'un de leurs zords pour détruire les Rangers du Vent, les Rangers Tonnerre et le Ranger Samouraï vert. Une fois que ce plan échoue, il est détruit par Marah et Kapri après les avoir critiquées une fois de trop. Shimazu est plus tard ramené à la vie lorsque l'Abysse du Diable est ouverte, mais il est renvoyé là-bas par les Rangers du Vent.
- Kelzaks : Les Kelzaks sont des créatures noires semblables à des ninjas qui sont invoquées à partir de la Commande et utilisées par Lothor et ses ninjas de l'espace maléfiques comme soldats de base.
- Kelzaks rouges : Les Kelzaks rouges sont des Kelzaks suralimentés créés par Beevil pour l'aider à vaincre les Rangers du Vent, les Rangers Tonnerre et le Ranger Samouraï vert. Ils ont été détruits par l'Épée Ninja d'Or des Rangers du Vent. Les Kelzaks rouges sont ensuite utilisés par Zurgane dans une tentative de se prouver à lui-même devant Lothor, puis par Marah et Kapri pour distraire Hunter Bradley et Cam Watanabe pendant qu'ils étudiaient la progression de l'Abysse du Diable.

##### Les Zords maléfiques
- Megazord de Zurgane - Version 1 : Le Megazord de Zurgane - Version 1 est un Zord maléfique de couleur vert foncé piloté par Zurgane et utilisé pour combattre les Rangers du Vent tandis que les Rangers Tonnerre se dirigeaient vers la Cave des Esprits pour détruire le Sensei Watanabe avec la Pierre de l'Âme. La Ranger du Vet bleu pilote seul le Megazord Cyclone pour affronter le Megazord de Zurgane - Version 1, subissant une bonne raclée de sa part jusqu'à ce que laa Ranger du Vent bleu le détruise avec le Megazord Cyclone en utilisant le Blaster Lion en conjonction avec le Squid.
- Megazord de Zurgane - Version 2 : Le Megazord de Zurgane - Version 2 est un Zord maléfique de couleur rouge cramoisi qui a la capacité de se transformer en sa propre version du mode Éclair. Zurgane pilote le Megazord de Zurgane - Version 2 pour attaquer Blue Bay Harbor pendant que le Ranger du Vent rouge protégeait Skyla de Vexacus. Le Megazord de Zurgane - Version 2 réussit à vaincre le Megazord Cyclonne lors de la bataille, les forçant à battre en retraite jusqu'à ce qu'il affronte plus tard le Megazord Cyclone et le Megazord Tonnerre en combat, volant une Sphère d'Énergie pour les empêcher de se combiner. Cependant, le Megazord Samouraï Étoile reprend la Sphère d'Énergie, où elle est détruite par le Megazord Super Cyclone.
- Megazord de Zurgane - Version 3 : Le Megazord de Zurgane - Version 3 est un Zord maléfique de couleur bleue piloté par Zurgane pour scanner toutes les formations de Zords et les Sphères d'Énergie des Rangers du Vent, Rangers Tonnerre et Ranger Samouraï vert. Après avoir réussi à obtenir toutes ces données, il est détruit par le Megazord Ouragan.
- HyperZord : Le HyperZord est un puissant Zord maléfique créé par Zurgane à partir des données scannées du Megazord de Zurgane - Version 3. Le HyperZord est assez puissant pour affronter le Megazord Ouragan tête-à-tête, grâce à sa propre Sphère d'Énergie, la Hyper Épée, le vainquant en combat et les forçant à battre en retraite. Ensuite, le HyperZord attaque Blue Bay Harbor jusqu'à ce que les Rangers du Vent et Rangers Tonnerre parviennent à le faire sortir du HyperZord jusqu'à ce que leurs Zords soient réparés. Après la réparation de leurs zords, le HyperZord affronte à nouveau le Megazord Ouragan avant d'être détruit par le Ultrazord Ouragan.
- 'Zord de Kapri : Le Zord de Kapri est un Zord maléfique de couleur violette créé par Marah et Kapri et piloté par Kapri pour détruire les Rangers du Vent, Rangers Tonnerre et Ranger Samouraï vert toute seule. Elle combat le Megazord Cyclone et Megazord Tonnerre avant que le Zord de Marah et le Zord de Shimazune les prennent par surprise, puis combat le Megazord Samouraï Étoile. Après que le Zord de Kapri soit attaqué par le Zord Dauphin, il est détruit par l'Ultrazord Ouragan.
- Zord de Marah : Le Zord de Marah est un Zord maléfique de couleur violette ressemblant à une abeille, créé par Marah et Kapri et piloté par Marah pour détruire les Rangers du Vent, Rangers Tonnerre et Ranger Samouraï vert toute seule. Après avoir bien combattu, il est détruit par le Megazord Samouraï Tonnerre. Cependant, sa destruction entraîne la désactivation du générateur d'impulsions électriques du Megazord Tonnerre pendant un court laps de temps.
- Zord de Shimazu : Le Zord de Shimazu est un Zord maléfique de thématique robotique créé par Marah et Kapri et piloté par Shimazu pour détruire les Rangers du Vent, Rangers Tonnerre et Ranger Samouraï vert tout seul. Après avoir bien combattu, il est détruit par le Megazord Cyclone Samouraï. Cependant, sa destruction entraîne la désactivation du générateur d'impulsions électriques du Megazord Tonnerre pendant un court laps de temps.
- Zord de Lothor : Le Zord de Lothor est un Zord maléfique piloté par Lothor pour alimenter l'énergie de l'Abisse du Diable. Le Zord de Lothor combat le Megazord Cyclone, se battant bien avant d'être détruit aux côtés du Megazord Cyclone.

## Armes
- Morphers Ninja ◆◆◆ : Les Morphers Ninja sont les outils nécessaires pour se transformer en Rangers du Vent.
- Morphers Tonnerre ◆◆ : Les Morphers Tonnerre sont les outils nécessaires pour se transformer en Rangers Tonnerre.
- Morpher Cyclone : Le  Morpher Cyclone est l'outil nécessaire pour se transformer en Ranger Samouraï vert.
- Morpher Lumineux : Le Morpher Lunmineux est l'outil nécessaire au Ranger du Vent rouge pour accéder à son Battlizer.
- Épées Ninja ◆◆◆ : Les Épées Ninja sont des armes en forme d'épée utilisées par les Rangers du Vent comme armes de mêlée..
  - Laser-o-Blasters ◆◆◆ : Les Épées Ninja peuvent également se transformer en des armes semblables à des blasters appelées Laser-o-Blasters.
  - Épées Ninja d'Or ◆◆◆ : Les Épées Ninja d'Or sont des versions surpuissantes des Épées Ninja, de couleur dorée, que les Rangers du Vent utilisent pour combattre les Kelzaks rouges.

- Lances Foudroyantes ◆◆ : Les Lances Foudroyantes sont des armes en forme de bâton utilisées par les Rangers Tonnerre.
  - Boucliers du Tonnerre ◆◆ : Les Lances Foudroyantes des Rangers Tonnerre peuvent se transformer en Boucliers du Tonnerre pour les protéger des attaques des monstres.
  - Croix de Feu ◆◆ : Les Lances Foudroyantes des Rangers Tonnerre peuvent se transformer en Croix de Feu, plus pratiques pour les combats à distance.

- Canon d'Énergie Tonnerre ◆◆◆◆◆ : Le Canon d'Énergie Tonnerre est une arme en forme de canon formée lorsque les Rangers du Vent et les Rangers Tonnerre combinent leurs armes.
  - Canon d'Énergie ◆◆◆ : Le Canon d'Énergie est une arme en forme de blaster formée lorsque les Rangers du Vent combinent leurs armes. Le Canon d'Énergie peut également effectuer différentes attaques en fonction de l'arme placée à l'avant du blaster.
    - Faucon de Feu : Le Faucon de Feu est l'arme personnelle en forme de blaster du Ranger du Vent rouge.
    - Massue du Lion : La Massue du Lion est l'arme personnelle en forme de marteau du Ranger du Vent jaune.
    - Tempête Sonique : La Tempête Sonique est l'arme personnelle en forme de mégaphone du Ranger du vent bleu.

  - Blaster Tonnerre ◆◆ : Le Blaster Tonnerre est une arme en forme de blaster formée lorsque les Rangers Tonnerre combinent leurs armes.
    - Blaster pourpre : Le Blaster pourpre est l'arme personnelle en forme de blaster du Ranger Tonnerre pourpre.
    - Antennes marines : Les Antennes marines est l'arme personnelle en forme de grappin du Ranger Tonnerre marine.

- Sabre Samouraï : Le Sabre Samouraï est l'arme personnelle en forme d'épée du Ranger Samouraï vert.
- Guitare du Mammouth : La Guitare du Mammouth est une arme en forme de guitare utilisée par le Ranger Samouraï vert pour invoquer le Puissant Zord Mammouth.
- Pierre de l'Ame : La Pierre de l'Âme est cachée au sein de la Cave des Anciennes Âmes Ninjas. Blake et Hunter souhaitent l'utiliser pour éliminer le Sensei, pensant qu'il est responsable de la mort de leurs parents.

Lorsque la vérité est rétablie, Lothor apparaît dans la Cave pour profiter de la situation, mais la Pierre de l'Âme utilisée par Hunter le fait disparaître, et la brise en plusieurs morceaux par la même occasion. Enfin, Cam suit les ordres de son père et jette les morceaux de la Pierre à la mer. Mais Hunter est parvenu à en garder quelques morceaux, espérant pouvoir les utiliser pour ramener ses parents à la vie. Cam propose plutôt de s'en servir pour briser le champ de force autour du Vaisseau de Lothor afin d'aller libérer les élèves Ninjas kidnappés.
- Lance : La Lance est une arme en forme de lame donnée au Ranger Tonnerre marine par Senseï Omino, qu'il a utilisée contre Inflatron.
- Pouvoirs Ninja ◆◆◆ : En développant leurs facultés de Ninja, les Rangers disposent de pouvoirs spécifiques : l'Air, la Terre et l'Eau. Lors de la bataille finale, Shane, Tori et Dustin parviennent à parfaitement maîtriser leur élément. A tel point, qu'ils parviennent à faire appel à leurs pouvoirs sans être des Rangers.
  - Pouvoir de l'Air : Shane dispose des Pouvoirs de l'Air, lui permettant de se déplacer facilement dans les airs.
  - Pouvoir de la Terre : Dustin dispose des Pouvoirs de la Terre, lui permettant de disparaître dans le sol.
  - Pouvoir de l'Eau : Tori dispose des Pouvoirs de l'Eau, lui permettant de manipuler l'eau.

- Pouvoir Tonnerre ◆◆ : Les Rangers Tonnerre peuvent lancer des lasers foudroyants lors des combats.
- Mode Super Samouraï : Le Mode Super Samouraï est une forme améliorée utilisée par le Ranger Samouraï vert lorsqu'il enlève son bouclier.
- Combattant Suprême : Le Combattant Suprême est une puissante armure donnée au Ranger du Vent rouge par la Karmarienne Skyla, qui peut être utilisée à la fois sur terre et dans les airs.
  - Combattant Suprême Volant : Pour plus de puissance, le Ranger du Vent rouge peut se transformer en Combattant Suprême Volant. Doté d'ailes, d'un bouclier et d'une épée, le Ranger Rouge est imbattable dans cette combinaison.
- Deltaplanes ◆◆◆ : Les Deltaplanes sont des planeurs utilisés par les Rangers du Vent pour patrouiller dans les cieux.
  - Deltaplane rouge : Le Deltaplane rouge est un planeur utilisé par le Ranger du Vent rouge pour patrouiller dans les cieux.
  - Deltaplane jaune : Le Deltaplane jaune est un planeur utilisé par le Ranger du Vent jaune pour patrouiller dans les cieux.
  - Deltaplane bleu : Le Deltaplane bleu est un planeur utilisé par la Ranger du Vent bleu pour patrouiller dans les cieux.

- Motos Ninja ◆◆◆◆◆ : Les Motos Ninja sont des véhicules semblables à des motos conduits par les Rangers du Vent et les Rangers Tonnerre.
  - Moto Ninja rouge : La Moto Ninja rouge est un véhicule semblable à une moto conduite par le Ranger du Vent rouge.
  - Moto Ninja jaune : La Moto Ninja jaune est un véhicule semblable à une moto conduite par le Ranger du Vent jaune.
  - Moto Ninja bleue : La Moto Ninja bleue est un véhicule semblable à une moto conduite par la Ranger du Vent bleu.
  - Moto Ninja pourpre : La Moto Ninja pourpre est un véhicule de type moto conduite par le Ranger Tonnerre pourpre.
  - Moto Ninja marine : La Moto Ninja marine est un véhicule de type moto conduite par le Ranger Tonnerre marine.

- Centre de Commandes Mobile : Le Centre de Commandes Mobile est un camion utilisé par les Rangers du Vent chaque fois qu'ils ont besoin de faire appel à leurs Motos Ninja.
- Moto Planeur Tonnerre : La Moto Planeur Tonnerre est un véhicule de type moto de rue créé par un mécanicien nommé Perry et donné au Ranger Tonnerre pourpre. La Moto Planeur Tonnerre a la capacité de se transformer en mode planeur.
- Dragon Volant : Le Dragon Volant est un vaisseau en forme de dragon utilisé par le Ranger Samouraï vert pour voyager dans l'espace.

## Zords
Zords

### Ninja
- Zord Faucon : Le Zord Faucon est un Zord de type faucon qui est piloté par le Ranger du Vent rouge .
- Zord Lion : Le Zord Lion est un Zord de type lion qui est piloté par le Ranger du Vent jaune.
- Zord Dauphin : Le Zord Dauphin est un Zord de type dauphin qui est piloté par la Ranger du Vent bleu.

### Zords Tonnerre
- Zord Insecte : Le Zord Insecte est un Zord de type scarabée rhinocéros qui est piloté par le Ranger Tonnerre pourpre.
- Zord Scarabée : Le Zord Scarabée est un Zord de type coléoptère cerf-volant qui est piloté par le Ranger Tonnerre marine.

### Hélicoptère Samouraï Étoile
- Hélicoptère Samouraï Étoile : L'Hélicoptère Samouraï Étoile est un Zord de type hélicoptère hirondelle qui est piloté par le Ranger Samouraï vert.Puissant Zord Mammouth.

## Megazords
- Megazord Cyclone ◆◆◆ : Les Zords des Rangers du Vent peuvent se combiner les uns avec les autres pour former le Megazord Cyclone.
  - Megazord Éclair ◆◆◆ : Le Megazord Cyclone a la capacité de se transformer en un mode plus léger pendant 60 secondes.
- Megazord Tonnerre ◆◆ : Les Zords des Rangers Tonnerre peuvent se combiner les uns avec les autres pour former le Megazord Tonnerre.
- Megazord Super Cyclone ◆◆◆◆◆●● : Le Megazord Cyclone et le Megazord Tonnerre peuvent se combiner pour former le Megazord Super Cyclone.
- Megazord Samouraï Étoile : L'Hélicoptère Samouraï Étoile peut se transformer en une forme humanoïde connue sous le nom de Megazord Samouraï Étoile.
  - Megazord Cyclone Samouraï ◆◆◆ : L'Hélicoptère Samouraï Étoile peut se combiner avec le Megazord Cyclone pour former le Megazord Cyclone Samouraï.
  - Megazord Samouraï Tonnerre ◆◆◆ : L'Hélicoptère Samouraï Étoile peut se combiner avec le Megazord Tonnerre pour former le Megazord Samouraï Tonnerre.
- Megazord Ouragan ◆◆◆◆●●●◆ : Les Rangers du Vent, le Ranger Tonnerre et le Ranger Samouraï vert peuvent combiner tous leurs Zords pour former le Megazord Ouragan.

## Ultrazords
- Ultrazord Super Cyclone ◆◆◆◆◆●●➲ : Le Megazord Super Cyclone peut se combiner avec le Puissant Zord Mammouth pour former l'Ultrazord Super Cyclone.
- Ultrazord Ouragan ◆◆◆◆●●●●●◆➲●●●●●●●●●● : Le Megazord Ouragan peut se combiner avec le Puissant Zord Mammouth pour former l'Ultrazord Ouragan.

## Épisodes de la onzième saison (2003)
| Saison | Saison | Épisodes | États-Unis      | États-Unis       | France | France |
| Saison | Saison | Épisodes | Début           | Fin              | Début  | Fin    |
| ------ | ------ | -------- | --------------- | ---------------- | ------ | ------ |
|        | 11     | 38       | 15 février 2003 | 15 novembre 2003 | NC     | NC     |

## Production
- Le scénario d'origine, écrit par Amit Bhaumik (qui a travaillé également pour les saisons Force animale, Dino Tonnerre et Samurai), s'appelait Power Rangers: Hexagon et devait être le dernier de la série. L'histoire, située après les événements de l'épisode spécial de Power Rangers : Force animale, rouge pour toujours, devait raconter la création par Tommy d'une académie pour former les futurs rangers appelée Hexagone (il était également prévu que Tommy devienne le ranger vert de la saison). Des anciens personnages de la série seraient réapparus, comme Kendrix (première Ranger rose de Power Rangers : L'Autre Galaxie) qui aurait été un professeur d'Hexagone, Jason (premier ranger rouge de Power Rangers : Mighty Morphin) qui aurait été un personnage récurrent avec un rôle de « grand frère » pour la nouvelle équipe, ou encore le Ranger fantôme de Power Rangers : Turbo qui aurait serait devenu le méchant de la série, créant les Rangers Ninja Tonnerre . 
  - Le nom « Hexagone » vient de l'idée que la base d'opérations des Power Rangers de la saison aurait été un bâtiment aussi gigantesque que le Pentagone, à l'exception qu'il aurait six côtés au lieu de cinq car il symbolise le nombre de Power Rangers dans la plupart des équipes. L'Hexagone aurait été une forteresse imprenable dotée de centaines, sinon de milliers, et beaucoup trop bien défendue pour que l'un des méchants de l'univers des Power Rangers puisse tenter d'attaquer
  - Le conflit central de la saison devait être la rivalité entre les trois Power Rangers de l'Hexagone (les Rangers du Vent) et les Beetle Rangers (les Rangers Ninja Tonnerre). L'image mentale des six Rangers divisés en deux par la question, « De quel côté êtes-vous? » conduit une grande partie de l'idée de la saison. Comme Amit a noté, ce fut des années avant que Marvel ne fasse Civil War. Les deux équipes de rangers se sont affrontées, sans contrôle mental ni lavage de cerveau. Ils unissaient souvent leurs forces pour combattre des monstres comme dans Hurricaneger, mais il ne s'agissait en aucun cas d'une même et unique équipe de rangers[1]. Les Rangers des saisons précédentes finiraient par choisir eux-mêmes un côté du conflit, se rendant disponibles pour aider un groupe mais non disponibles pour l'autre comme Jason, l'ex-Power Ranger rouge Mighty Morphin, qui devait définitivement se ranger du côté des Rangers anti-Hexagone et « presque un miroir opposé à Tommy Oliver ».
  - Les trois Power Rangers de l'Hexagone (rouge, bleu et jaune) devaient être de jeunes recrues de l'Hexagone et les superhéros en service actif de l'organisation. Leurs pouvoirs, bien évidemment basés sur les ninjas, seraient dérivés de Ninjor de la troisième saison des Power Rangers Mighty Morphin. Tommy enverrait ces trois Rangers en mission en réponse aux attaques des super-vilains. Au lieu d'une seule ville centrale où tous les combats auraient lieu, la bataille de chaque épisode pourrait se dérouler à divers endroits autour de l'univers des Power Rangers. Les trois rangers voyageraient dans l'hélicoptère furtif spécial de l'Hexagone, piloté par Joël de Sauvetage Éclair.
  - Cela impliquerait que d'autres équipes de Rangers opéraient sous le commandement de l'Hexagone et qu'il y aurait de temps à autre des camées pour que nos héros se déplacent pour répondre aux menaces qui traversent l'univers des Power Rangers.
  - Le Ranger rouge devait être le fils du méchant principal élevé par les héros et il était voué au mal en raison de ses origines, « un opposé à Astronema ». Le personnage de Mara aurait été « sa promise »[2].
  - Les deux Beetle Rangers (rouge foncé et bleu foncé) devaient être utilisés en tant que groupe de voyous opérant en dehors du réseau d’équipes de super-héros de l'Hexagone. Un troisième ranger de couleur jaune foncé et féminine exclusivement réservé à la branche américaine était d'ailleurs prévu plus tard. Ces Beetle Rangers devaient être moins dans le moule traditionnel des Power Rangers et avoir davantage une attitude rebelle et anti-autoritaire à leur égard. Ils rejetteraient la mentalité d'Hexagone de tous les super-héros agissant sous l'autorité d'un seul homme et préconiseraient plutôt que les Rangers soient indépendants et agissent de manière autonome.
  - Le Ranger vert de cette saison aurait été un personnage différent appelé Derek (dans la continuité des prénoms Eric, Merrick qui sonnent bien pour un sixième Ranger selon Amit). Il travaillerait en tant qu’agent sous couverture, modifiant le costume  avec / sans gilet et le casque différent - en fonction de la faction des Rangers avec laquelle il était. Il avait finalement décidé que ce serait Tommy qui serait ce ranger car le costume avec le plastron doré de Shurikenger rappelait trop le Power Ranger vert Mighty Morphin. Il serait ajouté plus tard dans la série et serait appelé le plus puissant des Rangers jamais créé, car il serait finalement le dernier défi que les Rangers devront s'unir pour se battre. La rivalité entre Tommy et Jason était l’une des relations les plus emblématiques de la série et son exploration s’intégrerait parfaitement au thème des héros divisés pour cette saison.
  - Tommy Oliver deviendrait même le principal adversaire vers la fin de la saison. Les Rangers de la base se rebelleraient finalement contre l'Hexagone après s’être rendu compte qu’il était devenu incontrôlable. À la fin, les héros se battraient et forceraient Tommy à voir les erreurs de la concentration du pouvoir de l'Hexagone susceptibles d’être utilisées de manière abusive, le poussant finalement à dissoudre l'Hexagone, dispersant les héros une fois pour toutes dans leur propre recoin. Ce serait en quelque sorte la fin d'une ère pour Power Rangers commençant dans la première saison et se terminant dans la onzième saison, éliminant ainsi tout problème non résolu et tout excédent de bagage permettant d'ouvrir la voie à un nouveau départ pour la franchise, quelle que soit l'orientation choisie pour la saison douze[1].
  - La Walt Disney Company rejeta le scénario, ne voulant pas arrêter la série, mais conserva plusieurs idées (l'académie des ninja dans Force Cyclone ou la réapparition de Tommy dans Power Rangers : Dino Tonnerre).
  - Le 11 mai 2019 l'acteur Pua Magasiva connu pour son rôle comme Shane Clarke, le Ranger rouge de Power Rangers : Force Cyclone a été retrouvé mort à Wellington[3].

## Autour de la série
- Force Cyclone est la première saison à débuter avec 3 Rangers au lieu de 5.
- C'est la première saison à ne pas avoir de Ranger rose.
- C'est la première saison ou le Ranger bleu est une femme.
- Il s'agit de la deuxième fois depuis Alien Rangers ou un Ranger jaune est un homme. Les autres étaient incarnés par des femmes malgré que leurs homologues dans Sentai étaient pour la plupart des hommes sauf dans Zeo, Turbo et Dans l'Espace.
- C'est la deuxième fois qu'il y'a une seule fille comme ranger depuis Alien Rangers.
- C'est la deuxième fois depuis Mighty Morphin que le 6ème Ranger est de couleur verte.
- C'est la première et la seule saison à inclure des Rangers de différentes factions : Vent, Tonnerre et Samurai.
- C'est la première saison ou les Rangers utilisent leurs pouvoirs sous forme humaine.
- C'est la seule saison à avoir deux ranger rouge (pourpre) et deux ranger bleu (marine) dans l'équipe.
- C'est une des seules saisons à ne pas inclure de crossover avec les Rangers de la saison précédente.